# Condado de Gostynin
Nota linguística: Não confundir hrabstwo (condado) com powiat (divisão administrativa)..
Gostynin (polaco: powiat gostyniński) é um powiat (condado) da Polónia, na voivodia de Mazóvia. A sede é a cidade de Gostynin. Estende-se por uma área de 615,56 km², com 47 229 habitantes, segundo os censos de 2005, com uma densidade 76,73 hab/km².

## Divisões admistrativas
O condado possui:
Comunas urbanas: Gostynin
Comunas rurais: Gostynin, Pacyna, Sanniki, Szczawin Kościelny
Cidades: Gostynin

## Demografia
População (dados de 30 de Junho de 2005):
|          | Total   | Total | Mulheres | Mulheres | Homens  | Homens |
| -------- | ------- | ----- | -------- | -------- | ------- | ------ |
|          | pessoas | %     | pessoas  | %        | pessoas | %      |
| Total    | 47 229  | 100   | 24 308   | 51,5     | 22 921  | 48,5   |
| Cidades  | 19 133  | 100   | 10 043   | 52,5     | 9090    | 47,5   |
| Povoados | 28 096  | 100   | 14 265   | 50,8     | 13 831  | 49,2   |